# Big Bend (Esvatini)
Big Bend je naselje na istoku Esvatinija, u okrugu Lubombo. Leži na rijeci Maputo (Lusutfu), 20 km zapadno od južne tromeđe Esvatini-Južnoafrička Republika-Mozambik, u podnožju gorja Lubombo. Područje kotara Lubombo nalazi se u tzv. "Lowveldu".
Kroz naselje prolazi državna cesta MR8. Lokalno se gospodarstvo zasniva na uzgoju šećerne trske i na rijetkom safari turizmu.
Big Bend je 1997. imao 9.374 stanovnika.